# Kopalnia Jwaneng
Kopalnia Jwaneng – kopalnia odkrywkowa diamentów w Botswanie, uruchomiona w sierpniu 1982 roku.

## Historia

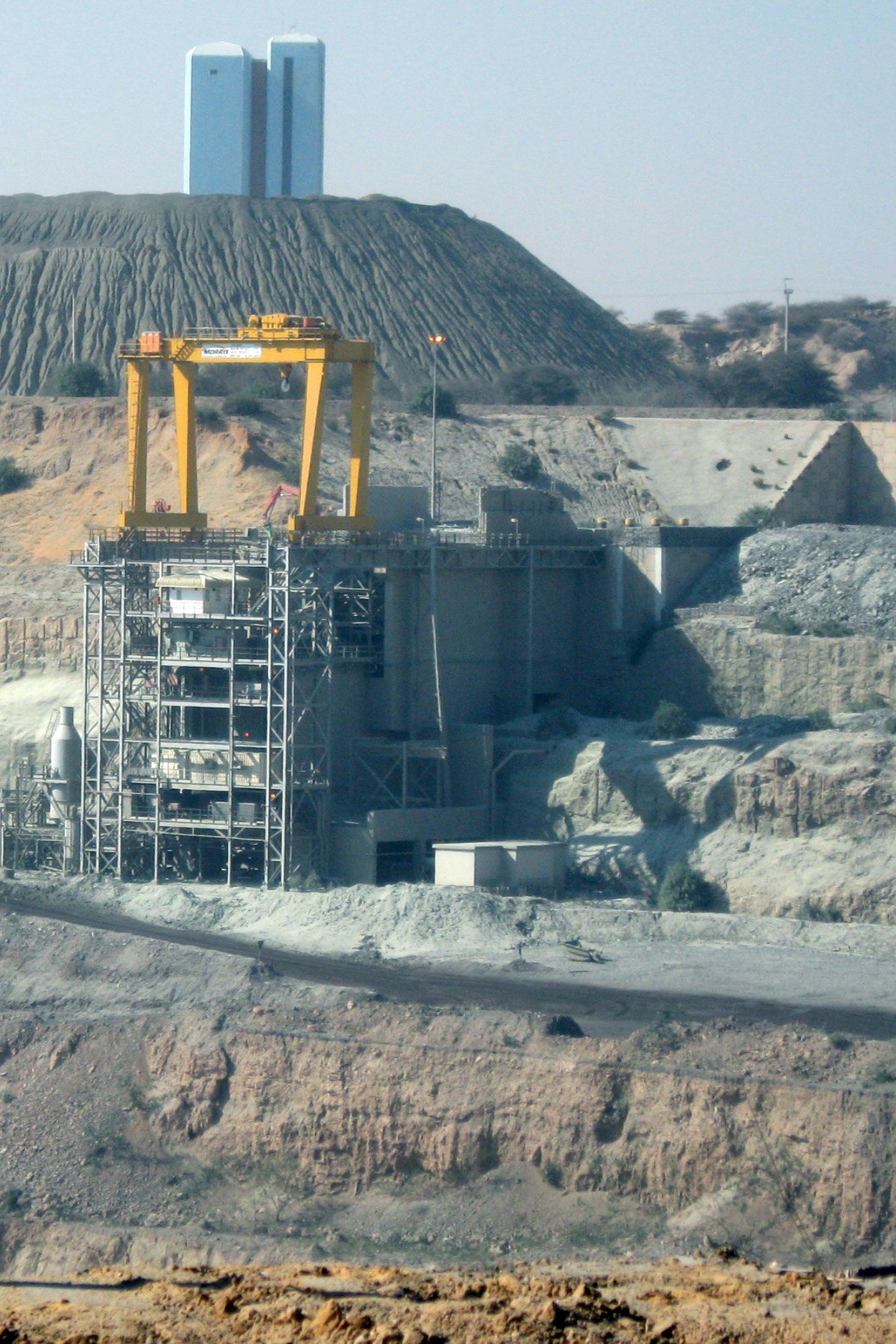
Infrastruktura kopalni (2007)

Nazwa kopalni w języku tswana oznacza „miejsce z małymi kamieniami”. Komin kimberlitowy odkryło przedsiębiorstwo De Beers w 1971 roku w dolinie rzeki Naledi w odległości mniej niż 30 km od pustyni Kalahari, było to drugie najważniejsze odkrycie tej firmy po złożu kopalni Orapa. W regionie odkrycia mieszkało około 60 ludzi, a do otwarcia kopalni w sierpniu 1982 roku zatrudniono 1345 osób. Zakład otwierał prezydent Botswany Quett Masire. Z czasem przy zakładzie powstało miasteczko Jwaneng, które zamieszkuje około 18 000 osób.   
Pod koniec lat 90. XX wieku przedsiębiorstwo Debswana wzniosło przy kopalni obiekt zbliżony wyglądem do wieżowca zwany Aquarium, który jest nowoczesną sortownią, jedyną tego typu na świecie. 
Inwestycja Cut-8 w pierwszej połowie 2017 roku doprowadziła do możliwości pogłębienia odkrywki z 330 do ponad 600 metrów. W 2021 roku kopalnia osiągnęła głębokość 452 m. Wydobycie zostało ograniczone przez negatywny wpływ pandemii COVID-19 na światowy rynek.
Wydobycie dzięki niej było przewidywane co najmniej do 2025 roku. Obecnie (2023 rok) trwają prace nad inwestycję Cut-9, która będzie kosztować 2 mld dolarów, powinna pozwolić na przedłużenie wydobycia do 2035 roku i uzyskanie 53 mln karatów.

## Geologia
Złoże obejmuje trzy wulkaniczne kominy kimberlitowe (ang. pipes) oraz jeden dodatkowy depozyt. Zalegają one w utworach osadowych Supergrupy Karoo. Zakład wydobywa kimberlit, w którym występują jedne z największych i najczystszych diamentów świata. 
W złożu występuje także m.in. diopsyd chromowy, chromit i pirop. 

## Charakterystyka
Kopalnia odkrywkowa Jwaneng jest położona w południowo-centralnej części kraju, na skraju pustyni Kalahari; przy kopalni znajduje się rezerwat dzikich zwierząt Jwana Game Park.
Jest to najważniejsza kopalnia w Botswanie zapewniająca 60-70% dochodów z wydobycia diamentów w tym kraju oraz najbardziej dochodowa kopalnia na świecie pod względem uzyskiwanych karatów. Wydobycie w 2019 roku wyniosło 12,5 mln karatów (cały urobek wyniósł ponad 107 mln ton w 2021 roku), a zatrudnienie wyniosło 5 830 osób. 
Wstęp na teren tego zamkniętego zakładu jest bardzo trudny do uzyskania przez osoby postronne. 